# Sinanodonta
Sinanodonta är ett släkte av musslor som beskrevs av Modell 1945. Sinanodonta ingår i familjen målarmusslor.
Släktet innehåller bara arten Sinanodonta woodiana.